# Franz Ludwig Michaelis
Franz Ludwig Michaelis (* 1840; † 1919) war ein deutscher Kaufmann und lateinamerikanischer Konsul „multiplex“ in Bremen.

## Leben
Franz Ludwig Michaelis war ledig und der jüngste Bruder des Richters Paul Michaelis, dem Vater von Georg Michaelis.
Er hatte von 1886 bis 1914 Exequatur als Konsul für Mexiko, Honduras, Nicaragua, El Salvador und Peru in Bremen.
Am 1. Januar 1875 gab Franz Ludwig Michaelis die Gründung eines Agentur- und Kommissionsgeschäfts bekannt.
Im 19. Jahrhundert befasste sich das Unternehmen überwiegend auf dem Gebiet der Seeschifffahrt.